# Emigrantvägen

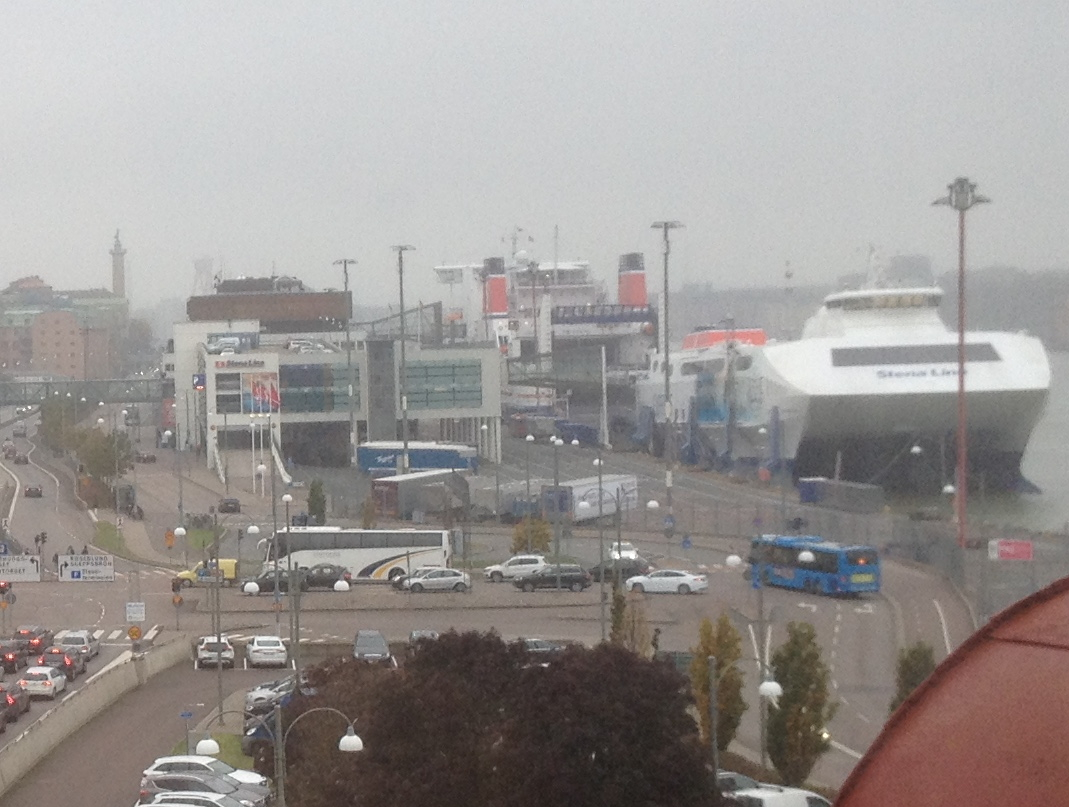
Emigrantvägen börjar öster om Stena Lines Danmarksterminal och passerar mellan denna och Oscarsleden på sin väg västerut. Den blå bussen står för tillfället på Emigrantvägens södra väghalva. I höjd med Sjömanstornet (uppe till vänster i bild) övergår Emigrantvägen i Fiskhamnsgatan. Foto från Göteborgs lagerhus.

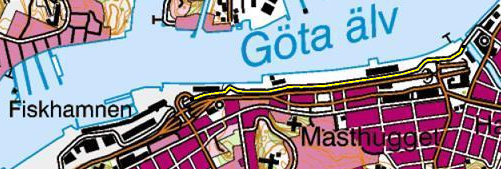
Karta över Emigrantvägens sträckning (markerad i gult).

Emigrantvägen är en gata i stadsdelarna Majornas 4:e rote och Masthugget i Göteborg. Gatan fick sitt namn 1979 efter den massemigration som pågick här 1860-1920, från trakterna av Postgatan och västerut längs Södra Älvstranden mot de väntande fartygen. Den sträcker sig från Fiskhamnsgatan i väster till Masthamnsbron vid Rosenlundskanalen i öster, och är cirka 1 600 meter lång. Emigrantvägen är numrerad 2-32.

## Fastighetsbeteckningar
Nedan syns beteckningar för de olika fastigheterna längs med gatan:
- (2A) Majorna 721:34
- (2B) Majorna 721:34
- (2C) Majorna 721:34
- (2D) Majorna 721:34
- (2E) Majorna 721:34
- (2F) Majorna 721:34
- (2G) Majorna 721:34
- (2H) Majorna 721:34
- (10) Masthugget 712:30
- (12) Masthugget 712:30
- (20) Masthugget 712:39
- (30) Masthugget 712:30
- (32) Masthugget 712:40